# Gran Dolina

Excavaciones en la Gran Dolina en 2012.

La Gran Dolina está ubicada en España, muy cerca de la localidad de Atapuerca, en la provincia de Burgos, formando parte de los yacimientos de la sierra de Atapuerca (posiblemente los más importantes de toda Europa por la abundancia y diversidad de sus restos).
Esta dolina se colmató a lo largo del tiempo con una sucesión de sedimentos en los que se fueron acumulando los restos fósiles. A finales del siglo XIX, como gran parte de los yacimientos de Atapuerca, fue cortada por una trinchera para el trazado de una línea de ferrocarril, quedando estas capas a la vista.
Los primeros hallazgos se efectúan en los años 1970/1980, codificándose el lugar como TD (Trinchera Dolina) y los distintos estratos de sedimentos como TD1 (el más antiguo y, por lo tanto, según la ley de Steno, el inferior) hasta TD11 (el más moderno y el superior); e instalándose un andamio de grandes dimensiones para permitir la excavación en los distintos niveles.

## ATD6-15 y ATD6-69

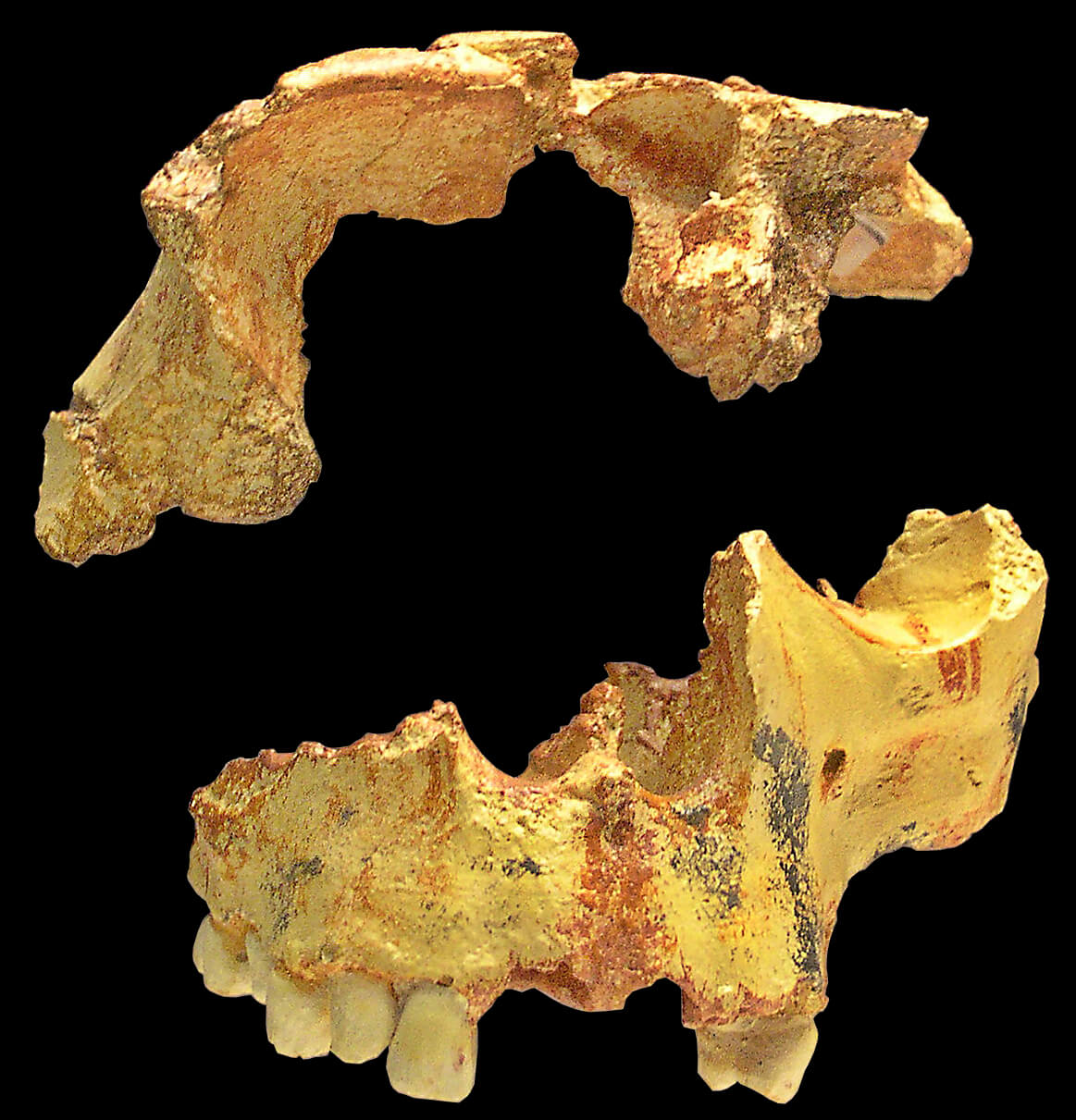
Restos de Homo antecessor de Gran Dolina (ATD6-15 y ATD6-69).

En este yacimiento, en el nivel TD6, la arqueóloga Aurora Martín Nájera encontró, el 8 de julio de 1994, los restos de un cráneo de hace unos 900 000 años, popularizado como niño de Gran Dolina, se identificó como perteneciente a una nueva especie de homínido, Homo antecessor, del que posteriormente se encontrarían restos de hasta seis individuos. Estos restos han cambiado lo que se pensaba sobre la evolución humana en el continente europeo. Dichos restos se asemejaban a Homo heidelbergensis, predecesor de Homo neanderthalensis por características de su frente y los dientes, pero también presentaban características más modernas, como los rasgos de su cara, propias del Homo sapiens, el ser humano actual; por lo tanto, se les identifica como el antepasado común de ambos, posición antes atribuida a Homo heidelbergensis. Se ha podido comprobar también que estos homínidos practicaban el canibalismo, ya que las marcas encontradas en los huesos de animales y humanos han sugerido un proceso de descuartizamiento, extracción de carne y raspado superficial. El raspado superficial se considera como una actividad para aprovechar mejor la carne. Debido a los impactos que rompieron el hueso en dos mitades, presentan golpes y fracturas que indican la extracción de la médula. Este tipo de fractura no se asemeja a un ritual, sino que sugiere un objetivo alimenticio.
En niveles inferiores se han encontrado restos de industria lítica de hasta hace 1 500 000 años, lo que hace suponer la existencia de homininos que serían, por tanto, los más antiguos de Europa.